# Why (3T-Lied)
Why ist ein Song der US-amerikanischen R&B-Pop-Band 3T und Michael Jacksons. Der Song wurde von Michael Jackson und Babyface geschrieben. Der Song wurde zum ersten Mal am 7. November 1995 auf dem 3T-Album Brotherhood veröffentlicht, die Single erschien am 11. Januar 1996.

## Entstehung
Der Song sollte ursprünglich auf Jacksons neuntem Studioalbum History erscheinen, wurde dann allerdings wieder aus der Liste entfernt und Michael Jackson entschied den Song an seine Neffen weiterzugeben.

## Besetzung
- Lead-/Background Vocals – Michael Jackson, 3T
- Produktion – Michael Jackson, Ken Komisar
- Aufnahme – Bruce Swedien, Michael Vail Blum

## Titelliste
- CD single

1. Why (Radio Edit) – 4:10
2. Didn’t Mean to Hurt You (’96) – 4:30

- CD single #2

1. Why (Radio Edit) – 4:10
2. Tease Me (Single Edit) – 4:25

- CD maxi

1. Why (Radio Edit) – 4:10
2. Tease Me (Single Edit) – 4:25
3. Didn’t Mean To Hurt You – 5:45
4. What Will It Take – 5:16

- CD maxi #2

1. Why (Album Version) – 5:28
2. Tease Me (Todd Terry’s Tease Club Mix) – 6:49
3. Tease Me (Todd Terry’s TNT Tease Dub) – 6:11
4. Tease Me (Acapella) – 4:40

## Musikvideo
Ein Musikvideo wurde als Werbung für die Single gedreht. Es zeigt 3T und Michael Jackson und ist in schwarz-weiß gedreht.

## Rezeption

### Kritik
Das britische Magazin Music Week gab dem Song 5 von 5 Sternen und schrieb, dass die Zusammenarbeit der Familie den Song in die Top drei bringe und dass Michael Jacksons Stimme ihn dann auf Platz eins bringt.

### Charts und Chartplatzierungen
| ChartsChartplatzierungen           | Höchstplatzierung | Wochen |
| ---------------------------------- | ----------------- | ------ |
| Deutschland (GfK)                  | 29 (13 Wo.)       | 13     |
| Österreich (Ö3)                    | 21 (9 Wo.)        | 9      |
| Schweiz (IFPI)                     | 11 (13 Wo.)       | 13     |
| Vereinigtes Königreich (OCC)       | 2 (12 Wo.)        | 12     |
| Vereinigte Staaten (Billboard R&B) | 71 (5 Wo.)        | 5      |